# Акжарський сільський округ (Алакольський район)
Акжа́рський сільський округ (каз. Ақжар ауылдық округі, рос. Акжарский сельский округ) — адміністративна одиниця у складі Алакольського району Жетисуської області Казахстану. Адміністративний центр — село Акжар.
Населення — 2182 особи (2021; 2255 у 2009, 2727 у 1999, 2945 у 1989).
Станом на 1989 рік існувала Ніколаєвська сільська рада (села Константиновка, Мальчат, Надеждовка, Ніколаєвка) колишнього Андрієвського району. Пізніше село Кокжар (колишня Константиновка) передано до складу Жиландинського сільського округу.

## Склад
До складу округу входять такі населені пункти:
| Населений пункт | Населення, осіб (1989) | Населення, осіб (1999) | Населення, осіб (2009) | Населення, осіб (2021) |
| --------------- | ---------------------- | ---------------------- | ---------------------- | ---------------------- |
| Акжар, село     | 1722                   | 1521                   | 1429                   | 1418                   |
| Конир, село     | 1148                   | 1013                   | 754                    | 731                    |
| Майлишат, село  | 75                     | 193                    | 72                     | 33                     |